# 印度尼西亚联邦共和国内阁
印度尼西亚联邦共和国内阁是印度尼西亚在联邦制时期的中央行政部门（内阁），是在荷属东印度当局将主权移交给印度尼西亚联邦共和国后成立的。该届内阁任期内，印度尼西亚共和国及其内阁（苏桑托内阁和哈利姆内阁）继续存在，但是作为印尼联邦共和国的组成部分只是地方性政府，并不拥有印尼的全部主权。直到联邦解体，印尼重新成为统一的单一制共和国，该届内阁不久即解散。

## 成立背景
日本投降后，印尼宣布独立。但是荷兰仍然试图恢复东印度殖民地，乃与英国联合入侵印尼，遭到印尼的抵抗。英國军隊撤离后，荷蘭軍隊又单独发动两次大规模侵略战争。新生的印尼共和国终究不敌，乃遵照与荷兰签订的《伦维尔协定》的规定，与荷兰占领下的15个傀儡邦组成印度尼西亚联邦共和国（或印度尼西亚合众国）。1949年，原印度尼西亚共和国总统苏加诺当选印度尼西亚联邦共和国总统后，任命原印尼共和国副总统穆罕默德·哈达担任联邦共和国总理组成新一届内阁。同年，12月20日印度尼西亚联邦共和国内阁宣告成立。

## 组成

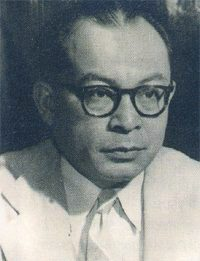
哈达总理兼外长

### 内阁首脑
- 总理兼外交部长：穆罕默德·哈达（无党派）

### 内阁部长
- 内政部长：伊达·阿纳克·阿贡·格德·阿贡（民主党）
- 国防部长：斯里苏丹哈孟库布沃诺九世（兼日惹苏丹国苏丹，无党派）
- 司法部长：苏波莫（无党派）
- 财政部长：沙弗鲁丁·普拉维拉内加拉（马斯友美党）
- 教育与文化部长：赫尔林·拉奥（印度尼西亚民族党）
- 卫生部长：约翰内斯·莱梅纳（无党派，后创立印度尼西亚基督教党）
- 社会事务部长：穆罕默德·科萨西·普瓦内加拉（无党派）
- 新闻部长：阿诺尔德·莫诺努图（印度尼西亚民族党）
- 交通、人力资源与公共工程部长：阿布·哈尼法（马斯友美党）
- 经济部长：朱安达·卡塔维查亚（无党派）
- 劳工部长：韦洛坡（印度尼西亚民族党）
- 宗教事务部长： 瓦希德·哈希姆（马斯友美党）

### 国务部长（无任所）
- 国务部长：苏丹哈米德二世（兼坤甸苏丹国苏丹、西加里曼丹国总统，无党派）
- 国务部长：穆罕默德·鲁姆（马斯友美党）
- 国务部长：苏帕诺（无党派）

## 阁员变动
1950年1月19日，国务部长穆罕默德·鲁姆被选为驻海牙的印度尼西亚联邦共和国最高委员会委员。1950年4月5日，国务部长苏丹哈米德二世被印尼总检察长举报参与由荷兰殖民军将领雷蒙德·韦斯特林领导的叛乱而被免职。两位被免职的国务部长都没有继任者。

## 内阁终结
1950年8月15日，印尼联邦共和国被统一的单一制的印度尼西亚共和国取代而不复存在。同日，哈达总理兼外长把他的委任状交还给苏加诺总统。印尼联邦共和国内阁正式解散，并在新一届内阁（纳席尔内阁）成立之前作为印度尼西亚共和国的看守内阁继续工作。

### 书目
- Kahin; McTurnan, George, , Ithaca: Cornell University Press, 1952, ISBN 0-8014-9108-8 （英语）.
- Ricklefs, M. C., , Macmillan Southeast Asian reprint, 1982, ISBN 0-333-24380-3 （英语）.
- Simanjuntak, P. N. H., , Jakarta: Djambatan: 91–102, 2003, ISBN 979-428-499-8 （印度尼西亚语）.